# Francisca Silveira
Francisca Silveira (1769- † 1834) fue una patriota argentina, esposa de Tadeo Ibarrola. Es considerada una de las Patricias Argentinas.

## Biografía
Francisca Silveira (o Silveyra) nació en Buenos Aires, Gobernación del Río de la Plata en 1769, hija de José Silveira y de Agustina Roza de Arrazcaete (o Arrascaeta).
Contrajo matrimonio el 21 de noviembre de 1785 con Juan Tadeo Ibarrola de Gribeo, descendiente de uno de los fundadores de la ciudad. Ya viuda, adhirió a la Revolución de Mayo de 1810.
Una de las decisiones adoptadas por el cabildo abierto del 25 de mayo de 1810 ordenaba a la Junta Gubernativa disponer el envío de una expedición a las provincias del interior con el objeto formal de asegurar la libertad en la elección de diputados que las representarían en el gobierno. Más allá de esa justificación por otra parte razonable, era preciso evitar con rapidez la formación y consolidación de núcleos contrarrevolucionarios y demostrar a los partidarios en el interior del movimiento emancipador que serían sostenidos con decisión y preservados en sus vidas y hacienda por el nuevo gobierno.
El primer objetivo de la Expedición Auxiliadora sería la provincia de Córdoba, donde se organizaba la resistencia alrededor del héroe de la reconquista Santiago de Liniers.

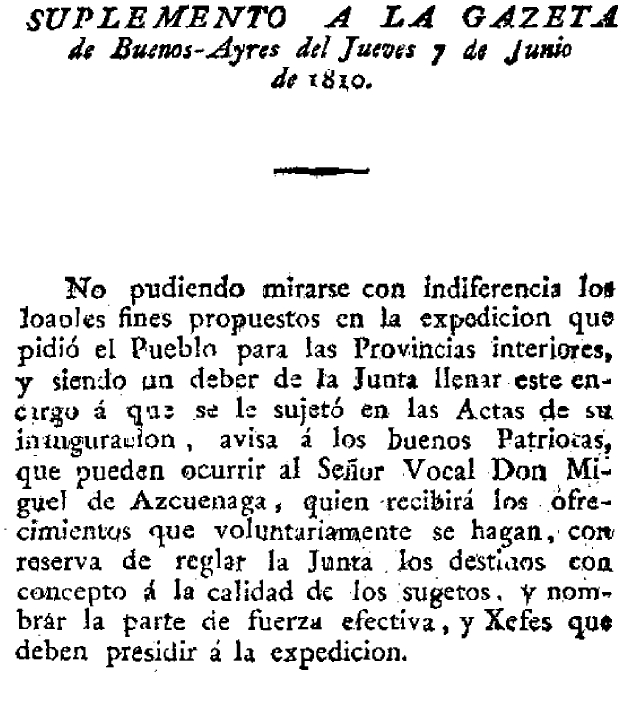
Resolución del 7 de junio de 1810.

El Cabildo del 25 de mayo había asignado recursos para organizar el nuevo ejército: los sueldos del Virrey Baltasar Hidalgo de Cisneros y de otros altos empleados de su administración. No obstante sea por resultar insuficientes o como medio para movilizar y comprometer a los vecinos con la causa se inició una suscripción pública. 
El 7 de junio la Gazeta de Buenos Aires publicó una resolución en los siguientes términos: "No pudiendo mirarse con indiferencia los loables fines propuestos en la expedición que pidió e pueblo para las provincias interiores, y siendo un deber de la Junta llenar este encargo  a que se le sujetó en las actas de su inauguración, avisa a los buenos patriotas que pueden concurrir al señor Vocal don Miguel de Azcuénaga, quien recibirá los ofrecimientos que voluntariamente se hagan, con reserva de reglar la Junta los destinos, con concepto a la calidad de los sujetos y nombrar la parte de fuerza efectiva y jefes que deben presidir la expedición".
Iniciada la suscripción para la también llamada "expedición de Unión de las Provincias interiores", Francisca Silveira ofreció "cien pesos para los gastos de la expedición y el único hijo que tiene, para el servicio de la Junta".
Falleció en su ciudad natal el 16 de enero de 1834. Su hijo, Amadeo Ibarrola, se integró a las filas patriotas y alcanzó el grado de coronel.
Su retrato, una acuarela en miniatura sobre marfil realizado en 1794, es considerado el primero de su tipo en el Río de la Plata y está firmado por Martín de Petris, encontrándose en el Museo Histórico Nacional.